# Miguel Krešimir II de Croacia
Miguel Krešimir II (en croata: Mihajlo Krešimir II, en latín: Michael Cresimirus) fue rey de Croacia desde 949 hasta su muerte en 969. Fue miembro de la dinastía Trpimirović, hijo de Krešimir I y hermano menor de Miroslav, quien lo precedió en el trono croata en 945.
Krešimir ascendió al trono merced al poderoso ban Pribina, quien se rebeló contra el anterior rey Miroslav por haber excluido de su jurisdicción algunas regiones. La guerra civil terminó con la muerte de Miroslav en 949, momento en que comenzó el reinado de Miguel, en el que el reino recobró su antigua gloria
Devastó las  župas bosnias de Uskoplje, Luka y Pleva, y finalmente conquistó toda la región de Bosnia que el reino había perdido en tiempos de Miroslav. El ban de Bosnia huyó a Hungría tras darse cuenta de que no podía enfrentarlo y, en 968, Miguel pacificó a las tribus locales y sometió completamente el territorio.
Miguel y su esposa Helena de Zadar tenían buenas relaciones con las ciudades dálmatas. Helena construyó el mausoleo de la familia real en Solin, donde, a finales del siglo XIX, se encontró y tradujo una inscripción de su tumba en la que aparecía con el título de reina. Helena sobrevivió siete años a su esposo.
Según el historiador Rudolf Horvat, Miguel venció a los piratas árabes cerca de la península italiana de Gargano en 969. Reinó hasta su muerte y lo sucedió su hijo Esteban Držislav.